# Saison 1 de Dr House
Chronologie
Saison 2
La première saison de la série télévisée américaine Dr House comporte 22 épisodes diffusés du 16 novembre 2004 au 24 mai 2005.

## Distribution

### Acteurs principaux
- Hugh Laurie (VF : Féodor Atkine) : Dr Gregory House
- Lisa Edelstein (VF : Frédérique Tirmont) : Dr Lisa Cuddy
- Omar Epps (VF : Lucien Jean-Baptiste) : Dr Eric Foreman
- Robert Sean Leonard (VF : Pierre Tessier) : Dr James Wilson
- Jennifer Morrison (VF : Cathy Diraison) : Dr Allison Cameron
- Jesse Spencer (VF : Guillaume Lebon) : Dr Robert Chase

### Acteurs récurrents
- Chi McBride (VF : Saïd Amadis) : Edward Vogler (5 épisodes)
- Sela Ward (VF : Céline Monsarrat) : Stacy Warner (2 épisodes)

### Invités
- Robin Tunney (VF : Laura Préjean) : Rebecca Adler (épisode 1)
- Kevin Zegers (VF : Alexis Victor) : Brandon Merrell (épisode 3)
- Faith Prince (en) : Becky Merrell (épisode 3)
- Elizabeth Mitchell (VF : Marie-Laure Dougnac) : sœur Mary Augustine (épisode 5)
- Sonya Eddy (en) (VF : Isabelle Langlois) : Sally (épisode 6)
- Dominic Purcell (VF : Patrick Béthune) : Ed Snow (épisode 7)
- Roxanne Hart : Margo Davis (épisode 8)
- Kurt Fuller (VF : Patrick Messe) : Mark (épisode 8)
- Shirley Knight : Georgia (épisode 8)
- Mike Starr : Willie (épisode 9)
- Brandy : elle-même (épisode 9)
- David Crawford Conrad (VF : Sébastien Desjours) : Marty Hamilton (épisode 9)
- Harry Lennix (VF : Richard Darbois) : John Henry Giles (épisode 9)
- Leslie Hope (VF : Véronique Augereau) : Victoria Madsen (épisode 10)
- Scott Foley (VF : Mathias Kozlowski) : Hank Wiggen (épisode 12)
- Nestor Carbonell (VF : Edgar Givry) : Jeffrey Reilich (épisode 13)
- Daryl Sabara : Gabriel « Gabe » Reilich (épisode 13)
- Patrick Bauchau (VF : Bernard Alane) : Rowan Chase (épisode 13)
- Sarah Clarke (VF : Rafaèle Moutier) : Carly Forlano (épisode 14)
- Cynthia Ettinger (VF : Juliette Degenne) : Mme Simms (épisode 16)
- Joe Morton (VF : Pascal Renwick) : sénateur Gary H. Wright (épisode 17)
- Marin Hinkle (VF : Stéphanie Lafforgue) : Naomi Randolph (épisode 18)
- Michael A. Goorjian (VF : Bruno Choël) : Sean Randolph (épisode 18)
- Skye McCole Bartusiak : Mary Carroll (épisode 19)
- Eddie McClintock : Coach Stahl (épisode 19)
- John Cho (VF : Boris Rehlinger) : Harvey Park (épisode 20)
- Peter Graves (VF : Marc Cassot) : Myron (épisode 20)
- Carmen Electra : elle-même (épisode 21)
- Andrew Keegan : étudiant (épisode 21)
- Currie Graham (VF : Jean-Louis Faure) : Mark Warner (épisode 22)

## Résumé de la saison
Cette première saison présente les personnages et la dynamique que prendra la série : Gregory House, éminent médecin spécialiste du diagnostic mais misanthrope et dépendant au vicodin depuis un infarctus qui lui a laissé une jambe invalide, vient d'engager trois médecins pour le seconder : Robert Chase, un médecin urgentiste d'origine australienne, Allison Cameron, une séduisante immunologue, et Eric Foreman, un neurologue ayant un passé de délinquant juvénile.
Lisa Cuddy, doyenne de l'hôpital universitaire Princeton-Plainsboro, est la seule personne à pouvoir supporter House avec James Wilson. Elle force House à prendre en charge des patients dont le diagnostic semble insoluble. Il s'exécute, mais refuse de rencontrer les patients, préférant envoyer ses subalternes.
Quand Edward Vogler, un multimilliardaire, décide d'investir dans l'hôpital pour la recherche contre la maladie d'Alzheimer, House le voit d'un très mauvais œil. En effet, il a compris avant les autres qu'il va transformer l'hôpital en supprimant ainsi les services non rentables, au détriment des patients. Wilson et Cuddy parviennent à convaincre le conseil de provoquer le départ de Vogler, qui récupère son argent.
À la fin de la saison, Stacy Warner, l'ex-compagne de House, réapparaît dans sa vie, mariée et persuadée que son mari est malade alors que rien ne l'indique. Des souvenirs douloureux reviennent à l'esprit de House, mais il accepte qu'elle soit engagée dans le service juridique de l'hôpital.

## Épisodes
1. Les Symptômes de Rebecca Adler
2. Test de paternité
3. Cherchez l'erreur
4. Panique à la maternité
5. L'erreur est humaine
6. Une mère à charge
7. Question de fidélité
8. Empoisonnement
9. Vivre ou laisser mourir
10. L'Histoire d'une vie
11. À bout de nerfs
12. Rencontre sportive
13. Le Mauvais Œil
14. Changement de direction
15. Un témoin encombrant
16. Symptômes XXL
17. Double Discours
18. Sacrifices
19. En plein chaos
20. Des maux d'amour
21. Cours magistral
22. Le Choix de l'autre

### Épisode 1:Les Symptômes de Rebecca Adler
- États-Unis /  Canada : 16 novembre 2004 sur Fox / Global[1]
- France : 1er mars 2006 sur TF6
- Belgique : 6 août 2006 sur RTL-TVI
- Québec : 4 avril 2007 sur TVA et AddikTV
- Suisse : 16 août 2007 sur RTS Un

- États-Unis : 7,05 millions de téléspectateurs[2] (première diffusion)

- Robin Tunney (VF : Laura Préjean) (Rebecca Adler)
- Rekha Sharma (Melanie Landon)

Rebecca Adler, institutrice de maternelle de 29 ans, est soudain prise d'une crise d'aphasie devant sa classe. Elle a juste le temps d'écrire « Call the nurse » (« Appelez l'infirmière ») avant de se mettre à convulser.
Elle est envoyée à l'hôpital de Princeton-Plainsboro, où son cas est suivi par le docteur Gregory House. Son ami, l'oncologue James Wilson, affirme qu'elle ne réagit pas à la radiothérapie pour une tumeur au cerveau. Mais au moment où Adler doit passer une IRM, Lisa Cuddy, directrice de l'hôpital, l'en empêche car elle veut que House reprenne les consultations. Finalement House acceptera, à contrecœur. Adler passe finalement l'IRM mais elle manque de s'asphyxier car elle est allergique au gadolinium, produit de contraste utilisé en IRM. Elle subit une trachéotomie. House commence les consultations, et durant l'une d'elles, il pense à mettre Adler sous corticoïdes pour une éventuelle vasculite. Mais après amélioration de son état, celui-ci empire : elle perd la vue avant de convulser. Les docteurs Eric Foreman et Allison Cameron vont chez elle et « ne trouvent rien, à part du jambon ». Si Foreman n'y voit que le mensonge de Wilson, qui prétendait que la patiente était sa cousine (elle n'est pas juive), House retient la mention du jambon, qui lui permet de deviner la neurocysticercose. Cependant, Adler ne veut plus être traitée sans certitude. House ne parvient pas à la convaincre de continuer à vivre, certain de son diagnostic. Heureusement, Robert Chase propose une radio pour trouver le ver. Sur conseil de House, une radio de la cuisse est faite et révèle le parasite. Sous traitement, Adler récupère doucement.

### Épisode 2:Test de paternité
- États-Unis : 23 novembre 2004
- France : 9 avril 2008

- États-Unis : 6,09 millions de téléspectateurs[3] (première diffusion)

- Scott Mechlowicz (Dan)
- Wendy Gazelle et Robin Thomas (en) (ses parents)
- Kylee Cochran (en) (jeune mère)

### Épisode 3:Cherchez l'erreur
- États-Unis : 30 novembre 2004
- France : 28 février 2007

- États-Unis : 6,33 millions de téléspectateurs[4] (première diffusion)

- Kevin Zegers (VF : Alexis Victor) (Brandon Merrell)
- Alexis Thorpe (VF : Barbara Beretta) (Mindy)
- Faith Prince (en) (Becky Merrell)
- Marco Pelaez (pharmacien de l'hôpital)

### Épisode 4:Panique à la maternité
- États-Unis : 7 décembre 2004
- France : 28 février 2007

- États-Unis : 6,74 millions de téléspectateurs[5] (première diffusion)

- Ever Carradine (Karen Hartig)
- Sam Trammell (Ethan Hartig)
- Melissa Marsala (Judy Lapino)
- Alexandra Chun (Kim Chen)
- Hedy Burress (en) (Jill)
- Kenneth Choi (Lim)
- Ben Parrillo (Kubisak)
- Marc Menard (Soap Doctor)
- Madison Bauer (Soap Patient)
- Shawn Carter Peterson (un étudiant en médecine)
- Cress Williams (Eli Ackerly)
- Dwight Armstrong (Charlie)
- Donna Stearns (Volunteer)
- Nate Torrence (Young Man)
- Jocelyn Jackson (Young Woman)

Maxine Hartig, un bébé de 42 heures, se met à vomir et à convulser sans raison apparente. Un autre nouveau-né, âgé de 48 heures, est aussi malade. D'autres bébés présentent des débuts de symptômes. La thèse du parasite est écartée, celle du virus mérite réflexion, puis on suspecte un staphylocoque doré résistant à la méticilline (SARM) ou une bactérie du groupe des pseudomonas. Mais le mélange des deux traitements de ces deux maladies provoque un dysfonctionnement des reins. House propose de traiter les deux enfants différemment pour qu'il ne reste plus qu'une maladie suspecte. Le SARM l'emporte, après la mort du deuxième nourrisson. Mais la vancomycine, utilisée pour traiter le SARM, ne marche pas. On pense à une infection virale. L'équipe bloque sur 3 virus différents : l'echovirus 11, le parvovirus B19 et le CMV. House aura soudain une révélation : « ce sont des nouveau-nés ! Ils ont le sang de leur mère, les anticorps de leur mère ». L'équipe cherche alors les anticorps que les mères n'ont pas afin de déterminer quelle pathologie est la bonne. Ce sera finalement l'echovirus 11. Maxine Hartig et les autres nourrissons rescapés s'en sortent indemnes.

### Épisode 5:L'Erreur est humaine
- États-Unis : 14 décembre 2004
- France : 14 mai 2008

- États-Unis : 6,91 millions de téléspectateurs[6] (première diffusion)

- Elizabeth Mitchell (sœur Mary Augustine)
- Lucinda Jenney (sœur Mary Eucharistie)
- Lori Rom (sœur Mary Pius)
- Ann Dowd (mère Supérieur)
- Dakin Matthews (Marvin)
- Taji Coleman (Tech)
- James Symington (Prêtre)

### Épisode 6:Une mère à charge
- États-Unis : 21 décembre 2004
- France : 7 mars 2007

- États-Unis : 6,73 millions de téléspectateurs[7] (première diffusion)

- Stacy Edwards (Lucy Palmeiro)
- Aaron Himelstein (Luke Palmeiro)
- Sonya Eddy (Sally)
- Al Espinosa (Dr Wells)
- John Prosky (Dr Bergin)
- Lilas Lane (Terri)
- Veronica Leigh (Wendy)
- Pat Musick (Trina Wyatt)
- C. Xavier Drayton (Male Truant Officer)
- David Vegh (Clark)
- Farrah Skyler Grey (Nurse)
- Kenya D. Williamson (Scrub Nurse)

Durant un entretien, une mère, Lucy Palmero, qui entend des voix, fait une thrombose veineuse profonde. La patiente est alors emmenée à l'hôpital par son fils, Lucas, sujet de l'entretien. Les médecins découvrent qu'elle boit de la vodka, mais selon son fils « pas plus que ce qu'il lui donne ». Il note tout dans un carnet car sa mère est schizophrène depuis deux ans. 
À la stupeur générale de son équipe, House montre beaucoup d'intérêt pour la patiente, ne s'expliquant pas la thrombose chez une femme de 38 ans, et lui parle malgré sa maladie mentale, pour laquelle il supprime toutes ses prescriptions de psychotropes. Pendant une lecture de son fils, la patiente fait une hémorragie : elle vomit du sang. House suspecte une carence en vitamine K et son équipe, un empoisonnement à l'ampicilline ou un problème hépatique dû à l'alcool. Chase et Foreman vont chez elle et découvrent effectivement un flacon d'ampicilline, mais jamais ouvert. La carence en vitamine K suspectée par House est confirmée par un frigo vide mais un congélateur, rempli de hamburgers. Chase reste convaincu néanmoins que le foie est atteint.

### Épisode 7:Question de fidélité
- États-Unis : 28 décembre 2004
- France : 7 mars 2007

- États-Unis : 6,91 millions de téléspectateurs[8] (première diffusion)

- Dominic Purcell (Ed Snow)
- Myndy Crist (Elise Snow)
- Brennan Elliott (Adam)
- Clementine Ford (Samantha Campbell)
- Henri Lubatti (Jacques)
- Endre Hules (Sous Chef)
- James Conkle (Young Boy)

Deux hommes font du jogging. En rentrant, l'un d'eux cherche sa femme, et la trouve dans le lit. D'après ce que dit le mari, elle ne s'est pas levée depuis trois jours. Elle dort 18 heures par jour et le mari la décrit comme « anormalement irritable », puisqu'elle a frappé son mari en se débattant. Cameron insiste pour que House prenne le dossier, alors qu'il ne pense qu'à une dépression.
Elle hallucine sur des « petites bêtes sous la peau ». Comme sa mère est morte d'un cancer du sein, on pense qu'elle en a un, et que son syndrome paranéoplasique force les anticorps à attaquer le cerveau. Mais la mammographie ne révèle que quelques calcifications bénignes. Le lieu où la femme travaille, une cuisine de restaurant, n'utilise aucun produit toxique. House suspecte la maladie du sommeil, mais ni la femme ni le mari ne sont allés à l'étranger. D'après une revue portugaise que House a lu, une personne a eu la maladie du sommeil sans être allée à l'étranger. Il l'aurait eu en couchant avec une femme ayant servi dans l'armée portugaise en Angola. Mais la femme et le mari disent qu'aucun d'eux n'a trompé l'autre. Entretemps, un test pour la tularémie est effectué, mais il revient négatif.

### Épisode 8:Empoisonnement
- États-Unis : 25 janvier 2005
- France : 6 août 2008

- États-Unis : 12,37 millions de téléspectateurs[9] (première diffusion)

- Roxanne Hart (Margo Davis)
- John Patrick Amedori (Matt Davis)
- Shirley Knight (Georgia)
- Kurt Fuller (Mark)
- McNally Sagal (Mrs. Miller)
- Molly Mankiewicz (Blonde)
- Christopher Malpede (Math Whiz)
- Kenya D. Williamson (Nurse)
- Ulysses Lee (Chi Ling)
- Jim Lau (Chou-Young Ling)
- Linda Wang (Jen Ling)
- Andy Milder (Bus Driver)

Lors d'un examen de maths, un garçon, Matt Davis, veut aller aux toilettes mais s'évanouit en se levant pour y aller. L'équipe de House suspecte la drogue mais sa mère a fait le test à faire chez soi, bien qu'elle ait confiance en son fils. L'intoxication alimentaire par un pot de sauce tomate périmée puis les pesticides seront suspectés, mais la mère dit que son fils n'a pas utilisé de pesticides. Cette même mère pense que les médecins ont tort et refuse le traitement qu'ils proposent. Chase, Foreman, House, puis Cameron essaieront de la raisonner, sans résultat : elle ne fera rien tant qu'elle n'aura pas l'avis du centre de contrôle et de prévention des maladies.

### Épisode 9:Vivre ou laisser mourir
- États-Unis : 1er février 2005
- France : 19 mars 2008

- États-Unis : 12,75 millions de téléspectateurs[10] (première diffusion)

- Brandy Norwood (elle-même)
- Harry Lennix (VF : Richard Darbois) (John Henry Giles)
- Chloe Webb (Cora)
- Clint Baker (Tommy)
- David Crawford Conrad (Marty Hamilton)
- Mike Starr (Willie)
- Richard Sinclair (Doctor)
- Courtney Henggeler (Server)
- Victor Raider-Wexler (Juge Winter)
- Rif Hutton (Morris)
- Michael Oberlander (Ross)
- Dennis Howard (Chaplain)

John Henry Giles, un trompettiste paralysé depuis deux ans, doit enregistrer un morceau dans un studio. Mais il est soudain pris d'une crise de pneumonie. Il se trouve que son médecin, Marty Hamilton, est l'ancien mentor de Foreman. Hamilton et House ont deux diagnostics différents pour ce patient : l'un pense que c'est une sclérose latérale amyotrophique, l'autre que c'est autre chose. Giles veut signer un papier disant qu'en cas de complication, on ne le réanimera pas, argumentant que ça fait deux ans qu'il sait que c'est la fin.

### Épisode 10:L'Histoire d'une vie
- États-Unis : 8 février 2005
- France : 22 avril 2008

- États-Unis : 14,97 millions de téléspectateurs[11] (première diffusion)

- Leslie Hope (Victoria Madsen)
- Smith Cho (Julia)
- Ogy Durham (Chris)
- Leslie Karpman (Jodi)
- Brandon Bracato (Phil)
- Tomiko Martinez (Tall Girl)
- Patty Onagan (Girlfriend)
- Troy Robinson (Cop #1)
- Paul Sklar (Cop #2)
- Charles C. Stevenson Jr. (Walter)
- Larry Clarke (Officer Gilmar)
- Kevin Moon (EMT)
- Suzanne Ford (pt) (Mrs. Whitney)
- Bonnie Perlman (Mom)
- Farrah Skyler Greye (Nurse)

Une SDF s'introduit dans une fête, à la recherche d'un certain "James". Elle est emmenée par la police à l'hôpital après une crise de convulsions. Foreman suspecte une injection volontaire d'insuline pour avoir des repas gratuits. On trouve effectivement de l'insuline dans son sac. Elle dessine une BD, Calendraïça, où tout semble réel. House cherche à déchiffrer cette BD. Plusieurs personnages s'y trouvent : Monsieur Fury, James et elle-même. Après lui avoir enlevé le clou d'une ancienne fracture, ils trouvent son nom et son dossier médical. Foreman lui a perfusé du fer, or elle y est allergique.

### Épisode 11:À bout de nerfs
- États-Unis : 15 février 2005
- France : 14 mars 2007

- États-Unis : 14,22 millions de téléspectateurs[12] (première diffusion)

- Mark Harelik (Mr. Foster)
- Nicholas D'Agosto (Keith Foster)
- Amanda Seyfried (Pam)
- Marco Pelaez (Pharmacist)
- America Olivo (Ingrid)
- Maurice Godin (Dr Hourani)
- Akiko Ann Morison (Anesthesiologist)

### Épisode 12:Rencontre sportive
- États-Unis : 22 février 2005
- France : 14 mars 2007

- États-Unis : 15,53 millions de téléspectateurs[13] (première diffusion)

- Scott Foley (Hank Wiggen)
- Bryan Singer (Bryan, caméo)
- Meredith Monroe (Lola)
- Art LaFleur (Warner Fitch)
- Salli Richardson (Sharon)
- Deirdre M. Smith (Carol Moffatt)
- Timothy McNeil (Patient no 2)
- Sean Everett (Patient no 4)
- Richard Swaidan (un élève)

### Épisode 13:Le Mauvais œil
- États-Unis : 1er mars 2005
- France : 14 mai 2008

- États-Unis : 15,53 millions de téléspectateurs[14] (première diffusion)

- Patrick Bauchau (Rowan Chase)
- Daryl Sabara (Gabriel « Gabe » Reilich)
- Nestor Carbonell (Jeffrey Reilich)
- Tracy Middendorf (Sarah Reilich)
- David Henrie (Tommy)
- Dennis Bendersky (Davey)
- R.J. Root (Sam)
- Jack Walsh (Ozzy)
- Alejandro Patino (Cabbie)
- Abbey McBride (Blonde)

### Épisode 14:Changement de direction
- États-Unis : 15 mars 2005
- France : 21 mars 2007

- États-Unis : 17,33 millions de téléspectateurs[15] (première diffusion)

- Chi McBride (Edward Vogler)
- Sarah Clarke (Carly Forlano)
- Vivian Bang (Robin)
- Dar Dixon (Don)
- David Castellani (Boardmember #2)
- Sunny Mabrey (Jenny)
- Andrew Borba (Mr. Van Der Meer)
- Joshua Miller (Ricky)
- Ron Perkins (Dr Simpson)
- David Joyner (Cardiac Surgeon #2)
- Sheila Cavalette (Anesthesiologist)

### Épisode 15:Un témoin encombrant
- États-Unis : 22 mars 2005
- France : 21 mars 2007

- États-Unis : 17,34 millions de téléspectateurs[16] (première diffusion)

- Chi McBride (Edward Vogler)
- Joseph Lyle Taylor (Joey Arnello)
- Danny Nucci (Bill Arnello)
- David Burke (Everhardt)
- A. J. Trauth (Henry)
- Ingrid Sanai Buron (Kimberly)
- Greg Collins (Marshal Brady)

### Épisode 16:Symptômes XXL
- États-Unis : 29 mars 2005
- France : 28 mars 2007

- États-Unis : 18,28 millions de téléspectateurs[17] (première diffusion)

- Chi McBride (Edward Vogler)
- Jennifer Stone (Jessica Simms)
- Cynthia Ettinger (Mme Simms)
- Susan Slome (Lucille Hernandez)
- Ramón Franco (M. Hernandez)
- Teddy Lane Jr. (M. Conroy)
- Austin Leisle (Seth)
- Karen Goberman (Mme Ayers)
- Alyson Morgan (Clementine)
- Rose Colasanti (caissier)
- Alec George (élève no 1)
- DJ Evans (élève no 2)
- Bryan Fabian (élève no 3)

### Épisode 17:Double discours
- États-Unis : 12 avril 2005
- France : 28 mars 2007

- États-Unis : 15,04 millions de téléspectateurs[18] (première diffusion)

- Chi McBride (Edward Vogler)
- Joe Morton (sénateur Gary H. Wright)
- Elizabeth Karr (Hostess)
- Dominic Oliver (Reynolds)
- Missy Crider (Susan)
- Sahar Bibiyan (Clinic Nurse)
- Bobbin Bergstrom (ICU Nurse)

### Épisode 18:Sacrifices
- États-Unis : 19 avril 2005
- France : 28 mars 2007

- États-Unis : 17,48 millions de téléspectateurs[19] (première diffusion)

- Chi McBride (Edward Vogler)
- Marin Hinkle (Naomi Randolph)
- Michael A. Goorjian (Sean Randolph)
- Michael Simpson (Andrew Kaplan)
- Natalie Shaw (Rachel Kaplan)
- S.E. Perry (Officer Davis)
- Kevin Brief (Officer Angle)
- Diane Sellers (Friedman)
- Veronica Brown (Female Boardmember)
- Ron Perkins (Dr Simpson)
- Guy Camilleri (Hayden Brown)
- John Berg (Dr Prather)
- Kenneth Choi (Dr Lim)
- Reggie Jordan (Anesthesiologist)

- Naomi : Carcinome pulmonaire à petites cellules
- Bébé de la consultation : Syndrome de Di George

### Épisode 19:En plein chaos
- États-Unis : 3 mai 2005
- France : 4 avril 2007

- États-Unis : 17,14 millions de téléspectateurs[20] (première diffusion)

- Eddie McClintock (Coach Stahl)
- Skye McCole Bartusiak (Mary Carroll)
- Geraldine Singer (une femme)
- Tim Haldeman (un homme âgé)
- Mark Bloom (Docteur no 1)
- Eric Cazenave (Docteur no 2)
- Stephanie Venditto (Brenda l'infirmière)
- Cindy Lu (Nurse)
- Ben Jelen (en) (Roger Spain)
- Lindsay Pulsipher (Nageuseno 1)
- Rhea Lando (Nageuse no 2)
- Diego Clare (Dawson)
- Erin Foster (en) (Dr Petra Gilmar)
- Dylan Kussman (M. Carroll)
- Kelly Kirklyn (Mme Carroll)
- Shari Headley (Arlene Marks)

Une fille de 12 ans participe à une compétition de plongeon. Elle réussit son saut, mais au bord de la piscine, on trouve un des juges évanoui et saignant par les oreilles. House demande à Cameron qu'elle revienne, sans résultat.
- le juge de compétition : méningite bactérienne
- Marie : Purpura thrombotique thrombocytopénique dû à une grossesse.

### Épisode 20:Des maux d'amour
- États-Unis : 10 mai 2005
- France : 4 avril 2007

- États-Unis : 18,80 millions de téléspectateurs[21] (première diffusion)

- John Cho (Harvey Park)
- Christina Cox (Annette)
- June Squibb (Ramona)
- Peter Graves (Myron)
- Keone Young (Clyde Park)
- Elizabeth Sung (Marilyn Park)
- Matt Malloy (Aubrey Shifren)
- Mark Brown (Dr May)
- Kristoffer Winters (New Guy)
- Stephanie Venditto (Brenda the Nurse)
- Marco Pelaez (Pharmacist)

House, Wilson et un patient regardent un match sur le téléviseur portatif de House. En sortant, House bouscule un autre patient qui l'asperge d'« urine », House est alors assez désagréable. En fait, il s'agissait de jus de pomme, mais au moment où House veut s'excuser de s'être emporté, le patient, un certain Harvey Park, fait un accident vasculaire cérébral. Une seule personne lui rend visite : son amie Annette, une dominatrice dite « maîtresse Annette ». Harvey souffre d'asthénie, puis a une petite aphasie qui lui fait oublier certains mots. Il a vu, d'après Annette, plusieurs « praticiens ». Tout scanner du crâne est impossible, car Harvey a une plaque dans la mandibule, à la suite d'une fracture. Puis Cameron fait son grand retour. Elle leur dit à quelles conditions elle est revenue. Le dîner a lieu dans un restaurant chic. Mais dans la chambre, Annette est surprise en train d'étrangler Harvey. Elle n'a plus le droit de l'approcher, bien que ses intentions ne soient pas de tuer Harvey, ce dernier étant asphyxiophile. Il doit passer un examen mais refuse, même quand Annette lui ordonne. Il fait un autre AVC à ce moment-là.
House recherche donc ses parents afin qu'ils signent l'autorisation de l'examen, mais Harvey prétend qu'ils sont morts. En fait ils ont coupé les ponts après qu'ils eurent découvert ses penchants sexuels. Ils vont à l'hôpital, allant chercher leur fils mort (prétexte utilisé par House pour les faire venir) puis découvrent la vérité et signent. House s'aperçoit peu après que depuis la fouille chez Harvey, Chase n'arrête pas de consommer des bonbons à la menthe trouvés chez lui. House découvre une ostéomyélite : son accident à la mâchoire a mal cicatrisé. Le diagnostic est confirmé par un prélèvement de pus dans la mâchoire. On lui retire la mâchoire et il demande à la fin « Est-ce que mes parents sont venus ? ». Mais House ne répond pas.

### Épisode 21:Cours magistral
- États-Unis : 17 mai 2005
- France : 11 avril 2007

- États-Unis : 17,68 millions de téléspectateurs[22] (première diffusion)

- Sela Ward (Stacy Warner)
- Carmen Electra (elle-même)
- Nicole Bilderback (en) (étudiante)
- Andrew Keegan (étudiant)
- Josh Zuckerman (étudiant)
- Brent Briscoe (fermier)
- James Saxenmeyer (homme)
- Andi Eystad (joueur de volleyball)
- Susan Gallagher (mère du joueur de volleyball)
- Stephanie Venditto (l'infirmière Brenda Previn)
- Bobbin Bergstrom (Nurse #2)
- Ingrid Sanai Buron (Nurse #3)

Le Dr Riley, qui d'habitude donne des cours aux étudiants, est souffrant. Cuddy veut donc que House le remplace. En sortant du bureau, House croise Stacy Warner, son ex-compagne, qui lui demande de venir en aide à son mari. House se rend finalement dans l'amphithéâtre, et présente trois cas de patients se plaignant de leurs jambes aux étudiants : un fermier qui a chuté après une douleur soudaine à la cheville, une joueuse de volley-ball, et enfin Carmen Electra. Bien entendu, House précise qu'il décrit un cas réel en changeant l'identité, car il ne peut donner le vrai nom d'un patient (les flash-backs fictifs montrent cependant Carmen Electra, jouée par elle-même).
Pour le fermier, le diagnostic est fait : morsure de crotale des bois. On lui injecte le sérum anti-venin approprié, mais il fait une allergie. Pour le fermier, c'est la fin : il va mourir. Du moins c'est ce qu'on croyait, jusqu'à ce qu'on découvre que c'est en fait son chien qui l'a mordu, lui transmettant ainsi une "bactérie mangeuse de chair". Le fermier se fait amputer puis greffer une prothèse.
La joueuse de volley a une tendinite, puis une IRM décèle un ostéosarcome. La joueuse de volley guérit en conservant sa jambe.
Carmen Electra a juste fait un mauvais swing au golf miniature, House remplace son cas en racontant l'histoire d'un drogué qui est venu pour avoir sa dose d'antalgiques, et qui revient ensuite à l'hôpital en se plaignant de douleurs à la cuisse, et du sang dans les urines. Le drogué a des urines couleur thé, suggérant une nécrose musculaire. La cause est un anévrisme, qui a engendré un infarctus de la cuisse droite.
Le docteur Foreman, qui assiste au cours, réalise qu'en réalité House évoque sa propre histoire. House poursuit en décrivant comment sa compagne a décidé à l'époque de le soumettre à un traitement chirurgical qu'il refusait, et qui l'a condamné à souffrir de la jambe toute sa vie — la lui sauvant probablement. Il quitte un auditoire captivé, dans lequel les étudiants ont été rejoints par des médecins expérimentés, réalisant eux aussi qu'il décrivait son propre cas.
- Le fermier : Fasciite nécrosante
- Le joueur de volley : Ostéosarcome
- Le drogué / House : Infarctus de la jambe à la suite d'une ischémie
- Le Dr Riley (conférencier remplacé par House) : empoisonnement au plomb

### Épisode 22:Le choix de l'autre
- États-Unis : 24 mai 2005
- France : 11 avril 2007

- États-Unis : 19,52 millions de téléspectateurs[23] (première diffusion)

- Sela Ward (Stacy Warner)
- Currie Graham (Mark Warner)
- Mark Holmes (Ambulancier)